# Ekkehard IV. (St. Gallen)
Ekkehard IV. von St. Gallen, häufig auch Ekkehart IV. geschrieben (* um 980; † nach 1057 in St. Gallen), war ein mittellateinisch und althochdeutsch schreibender Gelehrter, Chronist, Dichter, Übersetzer und Glossator.

## Leben und Wirken
Ekkehard war ein Schüler des Notker Labeo an der Klosterschule St. Gallen. Von 1022 bis 1031 leitete er unter Erzbischof Aribo die Mainzer Domschule, danach bis zu seinem Tode die Klosterschule von St. Gallen.
Ekkehard führte die von Ratpert begründete Klosterchronik Casus Sancti Galli um die Ereignisse von etwa 890 bis 972 fort. Daneben betätigte er sich als Übersetzer von Ratperts Lobgesang auf den heiligen Gallus ins Lateinische und (in Mainz auf Geheiss Bischof Aribos) als formaler Überarbeiter einer Vita Waltharii manufortis des Ekkehard I., die in der Forschung meist mit dem Heldenepos Waltharius identifiziert wird, aber möglicherweise eher eine verlorene hagiographische Lebensbeschreibung war. Seine Gedichtsammlung Liber benedictionum stellte er um 1030 für den Schulgebrauch zusammen.
Als Ekkehards Sterbetag wird im St. Galler Totenbuch der 21. Oktober vermerkt. Sein Todesjahr ist nicht verzeichnet, aber es kann auf jeden Fall erst nach 1057 angesetzt werden. Denn in einer St. Galler Orosius-Handschrift findet sich eine Glosse von der Hand Ekkehards, welche auf den Tod des in diesem Jahre verstorbenen Papstes Victor II. anspielt.

## Rezeption
Joseph Victor von Scheffel dienten die Casus sancti Galli Ekkehards IV. als anregende Quellengrundlage für seinen berühmten historischen Roman Ekkehard. Eine Geschichte aus dem zehnten Jahrhundert. Scheffels mit 285 wissenschaftlichen Anmerkungen versehener Roman erschien erstmals im Jahre 1855. Gustav Freytag nutzte Ekkehards lebendige Beschreibungen für sein Werk Bilder aus der deutschen Vergangenheit.

## Werkausgaben
- Johannes Egli (Hrsg.): Der Liber benedictionum Ekkeharts IV. nebst den kleinern Dichtungen aus dem Codex Sangallensis 393. In: Mitteilungen zur vaterländischen Geschichte. Band 31: Neue Folge 4, Band 1. St. Gallen 1909.
- Hans F. Haefele (Hrsg.): Ekkehardi IV. Casus Sancti Galli. St. Galler Klostergeschichten (Lateinisch-Deutsch; = Ausgewählte Quellen zur deutschen Geschichte des Mittelalters. Freiherr vom Stein-Gedächtnisausgabe, Band 10). Darmstadt 1980, ISBN 3-534-01417-0.